# 林纾墓
林纾墓，位于中国福建省福州市晋安区新店镇过溪村，为一个省级文物保护单位，类型为古建筑及历史纪念建筑物，为第三批福建省文物保护单位，公布时间为1991年4月17日。
林纾墓的历史年代为1924年。